# Шанжао
Шанжа́о (кит. упр. 上饶, пиньинь Shàngráo) — городской округ в провинции Цзянси КНР.

## История
Во времена империй Мин и Цин западная часть этих земель входила в состав Жаочжоуской управы (饶州府), власти которой размещались в уезде Поян, а восточная — в составе Гуансиньской управы (广信府), власти которой размещались в уезде Шанжао (上饶县). После Синьхайской революции в Китае была проведена реформа структуры административного деления, в ходе которой управы были упразднены, и поэтому в 1912 году Жаочжоуская и Гуаньсиньская управы были расформированы.
После образования КНР в восточной и южной частях этой территории был создан Специальный район Шанжао (上饶专区), состоящий из 9 уездов, а в северной и западной частях — Специальный район Лэпин (乐平专区), состоящий из 7 уездов. В 1950 году Специальный район Лэпин был переименован в Специальный район Фулян (浮梁专区).
23 ноября 1950 года урбанизированная часть уезда Шанжао была выделена в отдельный городской уезд Шанжао.
8 октября 1952 года Специальный район Шанжао и Специальный район Фулян были объединены в Специальный район Интань (鹰潭专区). 6 декабря 1952 года власти специального района переехали из Интаня в Шанжао, и Специальный район Интань был переименован в Специальный район Шанжао.
С 1953 года Цзиндэчжэнь был выделен из состава специального района и подчинён напрямую властям провинции Цзянси.
В мае 1957 года написание названия уезда Поян было изменено на 波阳县.
В апреле 1958 года посёлок Интань был присоединён к уезду Гуйси. 10 ноября 1958 года уезд Фулян был передан под юрисдикцию Цзиндэчжэня, и в составе Специального района Шанжао остались 1 городской уезд и 15 уездов.
8 июня 1960 года посёлок Интань был вновь выделен из уезда Гуйси и перешёл под непосредственное подчинение властям специального района. 30 сентября 1960 года уезд Шанжао был присоединён к городскому уезду Шанжао, однако в 1964 году уезд Шанжао был воссоздан.
В 1968 году уезд Дунсянь был передан в состав Специального района Фучжоу (抚州专区).
В 1970 году Специальный район Шанжао был переименован в Округ Шанжао (上饶地区).
В 1983 году уезд Лэпин был передан в состав Цзиндэчжэня, а городской уезд Интань и уезды Гуйси и Юйцзян были выделены в отдельный городской округ Интань.
Постановлением Госсовета КНР от 26 декабря 1990 года уезд Дэсин был преобразован в городской уезд.
Постановлением Госсовета КНР от 23 июня 2000 года были расформированы округ Шанжао и городской уезд Шанжао, и образован городской округ Шанжао; территория бывшего городского уезда Шанжао стала районом Синьчжоу в его составе.
17 декабря 2003 года написание названия уезда Поян было возвращено к 鄱阳县.
Постановлением Госсовета КНР от 16 февраля 2015 года уезд Гуанфэн был преобразован в район городского подчинения.
В июле 2019 года был расформирован уезд Шанжао, а вместо него создан район городского подчинения Гуансинь.

## Административно-территориальное деление
Городской округ Шанжао делится на 3 района, 1 городской уезд, 8 уездов:
| Карта                                                                                | Карта    | Карта     | Карта         | Карта            | Карта         |
| ------------------------------------------------------------------------------------ | -------- | --------- | ------------- | ---------------- | ------------- |
| Синьчжоу Гуанфэн Гуансинь Юйшань Яньшань Хэнфэн Иян Юйгань Поян Ваньнянь Уюань Дэсин |          |           |               |                  |               |
| Статус                                                                               | Название | Иероглифы | Пиньинь       | Население (2010) | Площадь (км²) |
| Район                                                                                | Синьчжоу | 信州区    | Xìnzhōu qū    |                  |               |
| Район                                                                                | Гуанфэн  | 广丰区    | Guǎngfēng qū  |                  |               |
| Район                                                                                | Гуансинь | 广信区    | Guǎngxìn qū   |                  |               |
| Городской уезд                                                                       | Дэсин    | 德兴市    | Déxīng shì    |                  |               |
| Уезд                                                                                 | Юйшань   | 玉山县    | Yùshān xiàn   |                  |               |
| Уезд                                                                                 | Яньшань  | 铅山县    | Yánshān xiàn  |                  |               |
| Уезд                                                                                 | Хэнфэн   | 横峰县    | Héngfēng xiàn |                  |               |
| Уезд                                                                                 | Иян      | 弋阳县    | Yìyáng xiàn   |                  |               |
| Уезд                                                                                 | Юйгань   | 余干县    | Yúgān xiàn    |                  |               |
| Уезд                                                                                 | Поян     | 鄱阳县    | Póyáng xiàn   |                  |               |
| Уезд                                                                                 | Ваньнянь | 万年县    | Wànnián xiàn  |                  |               |
| Уезд                                                                                 | Уюань    | 婺源县    | Wùyuán xiàn   |                  |               |

## Экономика
В округе базируется компания Jiangxi Hanteng Automobile (Hanteng Autos), специализирующаяся на производстве легковых автомобилей и автокомплектующих. Район Гуанфэн является крупным центром выращивания и переработки помело.